# 戴文·汉塞克
戴文·布兰登·汉塞克（Devern Brandon Hansack，1978年2月5日—出生于尼加拉瓜珍珠湖岛）是美国职棒大联盟的尼加拉瓜籍投手。目前是自由球员。

## 职业生涯
1999年10月21日，汉塞克和休士顿太空人签约，并在那里度过了五个赛季的小联盟生涯。2004年3月29日，汉塞克被球团释出。
2004至2005年，汉塞克在尼加拉瓜职业棒球联盟打球。
2005年12月9日，汉塞克和波士顿红袜签约，重新回到大联盟。2006年他在红袜2A波特兰海狗出赛31场，交出了8胜7败、防御率3.26的成绩。2006年9月19日，汉塞克第一次被叫上大联盟。9月23日，汉塞克完成了他在大联盟的首次亮相，在对多伦多蓝鸟的比赛中，他主投5又1/3局掉3分，吞下败投。10月1日汉塞克第二次先发，他投了5局的无安打比赛，但由于下雨，比赛最后的几局取消。大联盟在1991年修改了对无安打比赛的定义，至少必须投满9局并且是完投，因此汉塞克的这场比赛没有被官方认可为无安打比赛，但在记录上算是一场完投完封比赛。
汉塞克在2007年的春训中表现出色，5次出场防御率为2.08。但这个赛季他还是从3A波塔基特红袜出发。赛季中汉塞克有短暂被叫上大联盟，他一共在大联盟出场3次，防御率4.70。
2008年汉塞克主要在3A波塔基特红袜出赛，拿下了6胜10败、防御率4.08的成绩。9月7日，汉塞克靠着大联盟名单扩编的机会登上大联盟，他在大联盟出场4次，在6又2/3局的投球中送出5次三振，防御率4.05。

## 荣誉
- 2006年 东方联盟冠军（波特兰海狗，红袜2A球队）
- 2006年 东方联盟冠军赛最有价值球员
- 2006年 波特兰海狗队年度最佳投手